# Маршрутовказувачі
Маршрутовказувачі — табло на тролейбусі, автобусі тощо наприклад: «10 Вул. Шевченка — пл. Богдана Хмельницького», маршрутовказувачі є електронні на автобусах, тролейбусів тощо нового типу а на старих типах можна побачити дерев'яні табло у спеціальній рамці.